# Geothallus
Geothallus, monotipski rod jetrenjarnica iz porodice Sphaerocarpaceae, dio je reda Sphaerocarpales. Jedina je vrsta kalifornijski endem, rijetka i kritično ugrožena vrsta G. tuberosus.

## Sinonimi
- Geocarpus K.I. Goebel
- Geocarpus tuberosus (Campb.) K.I. Goebel